# Templo de Atenea (Sunio)
El Templo de Atenea de Sunio fue un antiguo templo griego dedicado a Atenea Sunia en el demo de Sunio, en la península de Sunión (actual Soúnio), en el Ática, Grecia. Estaba situado al norte del más famoso templo de Poseidón en la región.

## Historia
Fue construido en la época clásica alrededor de 470-450 a. C. Se construyó junto a un templo anterior en el mismo santuario, edificado hacia 600-550 a. C. Parte de las estructuras del templo se trasladaron al Ágora de Atenas de Atenas durante el reinado del emperador Augusto en el siglo I d. C.  y se utilizaron para construir allí un nuevo templo. Al parecer, se trataba del llamado Templo del sureste en el Ágora, que también pudo estar dedicado a Atenea.

## Descripción
El templo de Atenea era de estilo jónico y estaba hecho de mármol gris azulado local. El templo era arquitectónicamente diferente de los templos griegos normales. Constaba de una naos, o cella, y una columnata en forma de L, un añadido posterior, que la flanqueaba solo por los lados este y sur. La naos del templo se abría al este y medía aproximadamente 16,4 × 11,6 m. En el interior, cuatro columnas sostenían el tejado. En el extremo occidental había un pedestal con una imagen de culto de Atenea. La columnata oriental del templo medía aproximadamente 14,6 × 2,9 m y tenía 10 columnas. La columnata sur medía aproximadamente 19,2 × 3,2 m y tenía 12 columnas.
El templo estaba rodeado por un témenos de unos 350 m2 y una muralla. La muralla se construyó en torno a 600-500 a. C., es decir, es anterior al témenos de Poseidón de Sunio. También se han encontrado las ruinas de un templo de Atenea más antiguo y pequeño al noreste del templo. El tamaño de su naos era de unos 6,8 × 5 m.
Las partes mejor conservadas del Templo de Atenea se encuentran en el Museo del Ágora de Atenas y en el Museo Arqueológico Nacional de Atenas.